# Новоселезнево
Новоселезнево — посёлок в Тюменской области, Казанский район. Входит в состав Казанское сельское поселение, до 25 мая 2017 года являлся центром одноимённого сельского поселения.

## География
Новоселезнево расположено на берегу реки Алабуга в 57 км от железнодорожной станции Ишим (на линии Тюмень — Омск). Через посёлок проходит областная автомобильная дорога общего пользования «Ишим — Казанское — Ильинка — государственная граница с Республикой Казахстан» с капитальным типом покрытия.

## История
До 1917 года входил в состав Гагарьевской волости Ишимского уезда Тюменской губернии. По данным на 1926 год деревня Селезнева состояла из 228 хозяйств. В административном отношении являлась центром Селезневского сельсовета Ларихинского района Ишимского округа Уральской области.

## Население
| 2002 | 2010  |
| ---- | ----- |
| 3399 | ↗3408 |

По данным переписи 1926 года в деревне проживало 1157 человек (549 мужчин и 608 женщин), в том числе: русские составляли 100 % населения.
Согласно результатам переписи 2002 года, в национальной структуре населения русские составляли 89 % из 3399 человек.